# بين جليديين

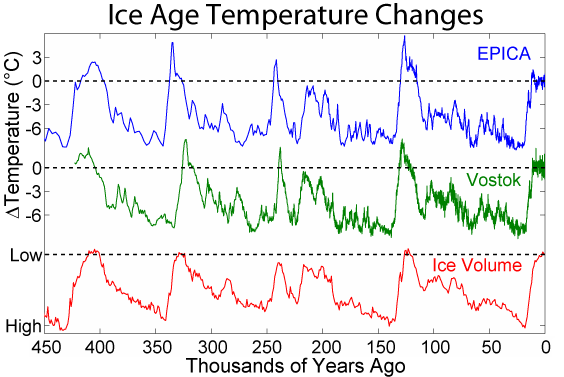
يظهر نمط التغييرات في درجات الحرارة وحجم الجليد المرتبط مع الفترات الجليدية وما بين الجليديين الحالية

 المدة بين دورين جليديين أو بين الجليديين هي فترة جيولوجية فاصلة متوسط درجات حرارة المناخ العالمي فيها أكثر دفئًا يدوم لآلاف السنين التي تفصل بين الفترات الجليدية المتعاقبة ضمن العصر الجليدي، بدأت فترة بين جليديين الهولوسين الحالية في نهاية البليستوسين منذ حوالي 11,700 سنة مضت.